# ایستگاه یازده
ایستگاه یازده (انگلیسی: Station Eleven) عنوان رمانی علمی–تخیلی است از امیلی سنت جان مندل که در سال ۲۰۱۴ منتشر گردید.

## داستان
در این رمان نویسنده، خطوط گوناگون روایت داستان به دوران پیش و پس از آنفلوآنزایی بشدت مسری می‌پردازد. داستان در جمهوری جورجیا می‌گذرد. بیماری همچون یک بمب نوترونی بر روی کره زمین منفجر شد و جان ۹۹ درصد مردم جهان را می‌گیرد. آغاز همه‌گیری شبی است که بازیگری هنگام بازی در نقش شاه لیر، روی صحنه دچار حمله قلبی می‌شود. همسر او نویسنده کتاب‌های علمی-تخیلی فکاهی است که داستان‌هایش در آینده در سیاره‌ای به نام ایستگاه یازده رخ می‌دهد. گروهی از بازیگران و نوازندگان در سراسر مجمع‌الجزایر شهرهای کوچک به اجرای نمایش‌های شاه لیر و رؤیای شب نیمه تابستان در مراکز خرید متروک می‌پردازند. ایستگاه یازده پرده‌دری حکایت‌های کنتربری نوشته جفری چاسر در سده ۱۴ میلادی را به یاد می‌آورد؛ اثری که از اولین نمونه‌های داستان تو در تو به‌شمار می‌آید و پس‌زمینه‌اش شیوع مرگ سیاه است.
مندل پرسش‌های مهمی را پیش می‌کشد؛ کدام فرد و چه معیاری ماهیت هنر را تعیین می‌کند؟ آیا فرهنگ سلبریتی واجد اهمیت است؟ چگونه می‌توانیم خود و جهان را بازسازی کنیم؟ هنر و فرهنگ چه تغییراتی خواهند کرد؟

## جوایز
مندل در سال ۲۰۱۵ به واسطهٔ نگارش این کتاب برندهٔ جایزه آرتور سی. کلارک گردید.

## برگردان فارسی
این کتاب در ایران، توسط انتشارات نیماژ و با ترجمه پگاه صمدزاده منتشر شده‌است.

## یادداشت
1. ↑  صمدزاده متولد ۱۳۶۳، اهواز، ادبیات نمایشی خوانده و مترجم مقالات نظری تئاتر و نقد در مجلات «نمایش» و «صحنه» است.